# Лессинг, Готфрид
Го́тфрид А́нтон Никола́й Ле́ссинг (нем. Gottfried Anton Nicolai Lessing; 14 декабря 1914, Петроград — 11 апреля 1979, Кампала) — немецкий юрист и дипломат ГДР. Дядя немецкого политика Грегора Гизи и актрисы и режиссёра Габриэлы Гизи.

## Биография
Готфрид Лессинг родился в семье инженера в металлургической промышленности Готфрида Лессинга (1877—1950) и его супруги Татьяны Николаевны, урожд. фон Шваненбах (1879—1960), племянницы генерал-майора Ф. А. Шванебаха и инженер-генерала Б. А. Шванебаха. Дед Готфрида Лессинга — Антон Иванович Лессинг (1840—1915), германский предприниматель, председатель Общества Выксунских горных заводов. Супруги Лессинг с двумя детьми — Иреной и Готфридом — были высланы из России в Германию с началом Первой мировой войны.
В 1928—1933 годах Готфрид учился в гимназии, затем изучал юриспруденцию и экономику в Берлинском университете. Работал юристом в Гамбурге. В 1937 году защитил докторскую диссертацию.
В начале 1938 года из-за еврейского происхождения Готфрид Лессинг эмигрировал из Германии в Великобританию, где работал на добровольных началах в The London Assurance. В 1939 году Лессинг уехал в Южную Родезию, где в Солсбери нашёл работу в иностранном представительстве лондонской страховой компании. Позднее поменял несколько профессий. В 1941 году был принят на работу юристом в адвокатской конторе. В октябре 1942 года стал одним из соучредителей Коммунистической партии Родезии и был избран её председателем. В 1945 году женился на Дорис Мэй Уисдом, урождённой Тэйлер. Под именем Дорис Лессинг первая супруга Готфрида Лессинга удостоилась Нобелевской премии по литературе в 2007 году. Их сын — Петер Лессинг (1946—2013).
В 1947—1949 годах Лессинг руководил правлением адвокатской конторы в Солсбери. В Великобританию он вернулся в 1949 году и работал в Коммунистической партии Великобритании в Лондоне. Несколько месяцев он оставался безработным, затем устроился на работу в Общество британо-советской дружбы. В конце 1950 года Готфрид Лессинг принял решение переехать в ГДР, и его первая супруга с ним развелась. Лессинг приехал в ГДР со своей второй супругой Ильзой Лессинг, немецкой коммунисткой, проживавшей в эмиграции в Южной Африке. В первом браке Ильза состояла с Юсуфом Даду, активистом Африканского национального конгресса, вице-председателем Революционного совета АНК. Сестра Готфрида Лессинга Ирена (1912—2007), супруга Клауса Гизи и мать Габриэлы и Грегора Гизи, находилась в Германии с 1918 года и в 1957 году заняла должность руководителя отдела в министерстве культуры ГДР. До конца 1951 года Готфрид Лессинг работал в издательстве Karl Dietz Verlag Berlin. В том же году Лессинг вступил в Социалистическую единую партию Германии и затем получил должность руководителя группы в министерстве внешней и внутригерманской торговли. В 1952—1957 годах Лессинг руководил Внешнеторговой палатой ГДР. В 1957—1958 годах учился в Высшей партийной школе имени Карла Маркса, затем вновь вернулся на работу в министерство.
Готфрид Лессинг владел английским языком на уровне британской элиты, обладал великолепным юридическим образованием и отличными манерами благодаря своему происхождению и поэтому считался перспективной кандидатурой для дипломатической службы. В начале 1959 года Лессинга направили в Индонезию, где он до конца 1959 года занимал должность торгового советника в торговом представительстве ГДР. Вернувшись в ГДР, Лессинг получил назначение в министерство иностранных дел ГДР. До 1965 года он заведовал африканским отделом. Результатом его успешной работы стала организация визита в Восточный Берлин президента Ганы Кваме Нкрумы, которому 1 августа 1961 года было присвоено звание почётного доктора Берлинского университета имени Гумбольдта. Некогда немецкие эмигранты в Южной Африке, Готфрид Лессинг и его супруга всегда пользовались большим уважением в правительственных кругах африканских стран.
23 марта 1965 года Готфрид Лессинг прибыл в Дар-эс-Салам в качестве первого генерального консула ГДР в Республике Танзания. В 1969 году Лессинг прошёл курс обучения руководящих работников в Институте международных отношений при Германской академии государственных и правовых наук в Бабельсберге. Позднее Лессинг работал в МИДе консультантом в отделе анализа и планирования внешнеполитической деятельности. В 1973—1975 годах Лессинг представлял ГДР на заседаниях Генеральной Ассамблеи ООН. В апреле 1977 года Лессинг получил аккредитацию в качестве посла ГДР в Руанде. В конце 1977 года был назначен послом ГДР в Уганде. 10 апреля 1979 года в Кампале развернулись бои между войсками Иди Амина, войсками Танзании и Фронтом национального освобождения Уганды. Лессинг пытался бежать из города на легковом автомобиле вместе со своей третьей женой, подчинённым и его супругой. Солдаты Фронта освобождения Уганды приняли Лессинга, похожего на высокопоставленного британца, за посла Великобритании и забросали его автомобиль гранатами, в результате взрыва все находившиеся внутри погибли.

## Труды
- Das Wesen der Hehlerei in rechtsvergleichender Darstellung, Berlin 1937
- Hintergründe der imperialistischen Intrigen gegen die Republik Kongo, in: Einheit, 1963, Heft 2, S. 93